# 客家八音
客家八音（客家語拼音方案四縣腔：：hagˋ gaˊ badˋ imˊ ；客家語拼音方案海陸腔：hag gaˋ bad rhimˋ ），臺灣的客家音樂，分布在桃、竹、苗及南台灣六堆客庄（高雄美濃、屏東）等地，是客家人發展出的特有音樂文化。其中以苗栗和六堆地區的客家八音最為著名。目前於某些學校中的社團及社區的業餘團體都有客家八音團。
八音原指「金、石、絲、竹、匏、土、革、木」八種樂器材料。嗩吶是客家八音中最重要的樂器，通常為領奏樂器。

## 音樂特點
客家音樂中，八音是由鼓吹、弦索形式組合而成的器樂音樂，以嗩吶與打擊樂器為主的合奏音樂。長期以來客家八音受到客家大戲、亂彈戲、四平戲、京劇、歌仔戲，乃至於廣東音樂及當時所謂的流行音樂影響，所以曲目和樂器都隨著時間有許多的改變。客家八音可說是客家傳統文化中的核心，傳承著儒家思想中「禮樂文化」的表現，所以才會在重要的生命禮俗、歲時節慶、神明誕辰等慶典活動中，扮演典禮過程的一部分。客家八音最重要的樂器為嗩吶，其擔任主奏，所以在技巧方面可以在八音中發揮的淋漓盡致；其他樂器會依照編制的大小而有所改變，八音團可由四人、五人、六人、七人與八人等所組成。
國之大事，在祀與戎，在漫長的歷史過程中，社會發展以宗族體系為核心，以神權崇拜為權力基礎的階級制社會，展現核心價值與天人秩序的祭祀禮儀。儀式是社會性質的行動，人民藉由儀式和天、祖先產生連結。八音在儀式思維中被賦予多重的象徵意涵，「樂」是一種儀式表演，祭儀中各種演出相互交融，於儀式中顯示具有意義、塑造天人感應的形式。在傳統禮樂制度裡，「禮」與「樂」兩個概念是不分割的。 「樂」是展演「禮」的表演形式，透過八音「樂」的聲音，外顯形式的實踐手段與具體形式，是儀式中傳遞文化內在意義的重要介面。過去多用於國家祭祀行為的「樂」，現普遍於常民社會祭祀行為中出現。《樂記》「樂者為同，禮者為異。同者相親，異者相敬。樂勝則流，禮勝則離。合情飾貌者，禮樂之事也。樂者，天地之和也；禮者，天地之序也。和，故百物皆化；序，故群物皆別」。傳統儀「禮」中的「樂」是不能忽視的一環，「樂」為儀禮帶來莊嚴肅穆的現場，亦是作為與神靈溝通的一部分。雖然八音電子音「樂」的播放競爭到現場八音團的場，但在祭儀中播放八音仍舊是必要的，也許型態不同，但藉由「聲」的播放，讓人們可感受到「禮」的進行，也可透過「音」的傳達，讓禮生或福首可傳達人民的期許，也讓「禮」的氛圍更為莊敬，帶領人們通過儀式。

## 演奏型態
客家八音是以鼓吹樂為基本形式的一種樂器合奏，即主要以鑼鼓樂加上嗩吶類吹奏樂器。演奏內容可分為「吹場樂」和「絃索樂」；「吹場樂」即鼓吹樂，主要用於廟會典禮和婚喪喜慶等禮俗等演出，「絃索樂」則多用於北管戲以及純器樂演奏。
- 吹場樂：即一般所說的「鼓吹樂」，以嗩吶和打擊樂器為主。多用於祭典、迎送神靈、賓客及廟會演奏。吹奏內容大部分是傳統曲牌，以北管居多，少部分為南管及其他地方音樂的曲牌。
- 絃索類：可視為民間的小樂隊合奏，含有表演欣賞的特質，演奏內容十分廣泛，常用於戲劇伴奏演出。由於樂器多而人數少，頭手和打擊手必須身兼兩種以上樂器。[4][5]

台灣南部和北部在使用樂器和編制上都有不同。
南部的客家八音屬於小而精簡的合奏，使用樂器有嗩吶、二絃、胖胡、大鑼、小鑼、小錚鑼、梆子、堂鼓，編制通常為4人，演奏內容以傳統曲目為主。
而北部的客家八音所使用的樂器，文場包括嗩吶、殼子絃、和絃、吊鬼子、三絃、揚琴、喇叭絃、秦琴、笛子等；武場則有單皮鼓、梆子、竹板、通鼓、小鈸、大鑼、小鑼、小錚鑼等。編制上以6人最常見，最多8人。
演奏內容含鼓吹樂、民間小曲、大戲等。
依歲時節令之不同，演奏場合可分數種： 
1. 起天神
2. 接媽祖
3. 神明誕辰
4. 中元普渡與建醮
5. 還神
6. 喜慶場合...等。[6]

## 使用樂器

### 美濃客家八音
- 二弦（客語，就是歌仔戲叫殼子弦的胡琴類樂器，是胡琴的頭，定弦純5度）
- 胖胡（客語，就是冇弦，是胡琴第2把手，定弦純5度）
- 直簫或橫簫（品仔調；笛曲的旋律領奏樂器）
- 嗩吶（笛仔。吹打樂；鼓吹樂；嗩吶調的旋律領奏樂器）
- 民樂二胡（輔助性質）
- 打擊樂器（鑼、鼓、梆子、鐃鈸等，南北大致相同）

### 其它樂器
- 喇叭弦（演奏平板等曲調時常用，定弦純4度）
- 京胡（演奏北管新路；西路曲調時常用，定弦純5度）
- 三弦
- 大廣弦

#### 吸收自粵樂的樂器
- 嗚嘟孔（客語，就是喉管）
- 秦琴
- 揚琴
- 粵胡
- 小提琴

## 音樂風格
美濃地區的客家八音傳統上為四人編制，其所演奏的曲調和國樂明顯有別，而在吹場的演奏上，藉由嗩吶領導樂曲的演奏，加上鑼鼓伴奏，也顯得節奏流暢並穩定，著名曲目有《大團圓》和《大開門》等。

## 外部連結
- 客家八音——文化部文化資產局（页面存档备份，存于）
- 客家八音（演奏西皮原板） （页面存档备份，存于），1977年第二屆民間藝人音樂會，呂炳川錄製，臺灣音樂館典藏
- 客家八音：拾送金釵 （页面存档备份，存于），1977年第二屆民間藝人音樂會，呂炳川錄製，臺灣音樂館典藏
- 客家八音：快六板 （页面存档备份，存于），1977年第二屆民間藝人音樂會，呂炳川錄製，臺灣音樂館典藏
- 客家八音（嗩吶仿假嗓歌唱聲） （页面存档备份，存于），1977年第二屆民間藝人音樂會，呂炳川錄製，臺灣音樂館典藏